# محمد صادق جوادی حصار
محمد صادق جوادی حصار، از اعضای شورای مرکزی حزب اعتماد ملی است.
جوادی حصار، مدیر مسئول روزنامه توقیف شده توس بود که در شهریور سال ۱۳۷۶ مدتی بازداشت شده بود.
وی همچنین یکی از امضاء کنندگان بیانیه ای است که ۶۷۴ تن از فعالان سیاسی و فرهنگی ایران چهارسال پیش درانتقاد از شرایط این کشور صادر کردند و در آن، سیاست‌های دولت محمود احمدی‌نژاد را " واکنشی، دشمن تراش، بی برنامه و ضد ملی " خواند.
پس از اعتراضات به نتایج انتخابات ریاست جمهوری ایران (۱۳۸۸) محمد صادق جوادی حصار از اعضای حزب اعتماد ملی دستگیر شد.
وی همچنین مدیر مسئول روزنامه (توس) بود.